# Colletes paratibeticus
Colletes paratibeticus är en biart som beskrevs av Kuhlmann 2002. Colletes paratibeticus ingår i släktet sidenbin, och familjen korttungebin. Inga underarter finns listade i Catalogue of Life.